# Ністратенко Сергій Олександрович
Сергі́й Олекса́ндрович Ністра́тенко (2 червня 1973-29 серпня 2014) — солдат Збройних сил України, учасник російсько-української війни.

## Короткий життєпис
Народився 1973 року в місті Дніпропетровськ. Закінчив дніпровську школу № 112.
В часі війни — стрілець-помічник гранатометника, 39-й батальйон територіальної оборони «Дніпро-2».
29 серпня 2014-го загинув під час виходу з Іловайського котла «зеленим коридором» — на дорозі поміж селами Многопілля — Червоносільське — Перемога. Поранений Сергій повз по полю, коли поряд вибухнув снаряд з танка. Воїн згорів заживо. Тіло згодом вивезли з поля бою волонтери Червоного хреста (з розповіді командира роти 39-го батальйону старшини Юрія Лисенка).
3 вересня 2014-го тіла 97 полеглих привезено до дніпропетровського моргу. Упізнаний побратимами та родиною.
Похований у Дніпропетровську, Краснопільське кладовище. 
Без Сергія лишилася мама.

## Нагороди та вшанування
За особисту мужність і героїзм, виявлені у захисті державного суверенітету та територіальної цілісності України, вірність військовій присязі під час російсько-української війни, відзначений — нагороджений
- 27 червня 2015 року — орденом «За мужність» III ступеня.
- Іловайський Хрест (посмертно)
- Його портрет розміщений на меморіалі «Стіна пам'яті полеглих за Україну» у Києві: секція 3, ряд 10, місце 14
- Вшановується 29 серпня на щоденному ранковому церемоніалі вшанування українських захисників, які загинули цього дня у різні роки внаслідок російської збройної агресії[3]